# Eddington (Pennsylvanie)
Pour les articles homonymes, voir Eddington.
Eddington est une census-designated place du comté de Bucks, dans le Commonwealth de Pennsylvanie, aux États-Unis. Sa population s’élevait à 1 906 habitants lors du recensement de 2010.

## Source
- (en) Cet article est partiellement ou en totalité issu de l’article de Wikipédia en anglais intitulé « Eddington, Pennsylvania » (voir la liste des auteurs).

1. ↑  (en) « Domestic Names », sur geonames.usgs.gov (consulté le 9 décembre 2023).